# Elisabeth Nordkvist
Elin Elisabeth Nordkvist Bolme, född Nordkvist den 16 mars 1951 på Lidingö, är en svensk skådespelare. Hon är gift med skådespelaren Tomas Bolme sedan 1976.

## Biografi
Nordkvist medverkade under 1960-talet i Vår Teaters barnteaterverksamhet. Hon studerade drama för Inge Wærn i tre år och har därefter tillhört Fria Proteatern. Hon har även gjort karriär som sångerska.
Elisabeth Nordkvist spelade Anna i 1960-talsproduktionen av Alla vi barn i Bullerbyn och hon medverkade även i nyversionen från 1980-talet som Mellangårds-Maja.

## Filmografi i urval
- 1960 – Alla vi barn i Bullerbyn
- 1961 – Bara roligt i Bullerbyn
- 1962 – Alla vi barn i Bullerbyn (TV-serie)
- 1969 – En dröm om frihet
- 1974 – Det sista äventyret
- 1986 – Alla vi barn i Bullerbyn
- 1987 – Goda grannar (TV-serie)
- 1987 – Mer om oss barn i Bullerbyn
- 1988 – Jungfruresan
- 1989 – Alla vi barn i Bullerbyn (TV-serie)
- 1995 – Rederiet (TV-serie)
- 1999 – Julens hjältar (TV-serie)

## Teater

### Roller (ej komplett)
| År   | Roll       | Produktion                                                       | Regi            | Teater          |
| ---- | ---------- | ---------------------------------------------------------------- | --------------- | --------------- |
| 1981 | Pumpafnask | Balladen om Eulenspiegel Günther Weisenborn                      | Jindra Puhony   | Fria Proteatern |
| 1982 |            | Den blomstertid nu kommer Gunnar Ohrlander                       | Stefan Böhm     | Fria Proteatern |
| 1983 |            | Sköna Helena Jacques Offenbach, Henri Meilhac och Ludovic Halévy | Olof Willgren   | Fria Proteatern |
| 1991 | Ledaren    | Zorba! Fred Ebb, John Kander och Joseph Stein                    | Georg Malvius   | Riksteatern     |
| 1995 | Fru Müller | Änglar, eller Soporna, staden och döden Rainer Werner Fassbinder | Rickard Günther | Teater Galeasen |